# Futbolniy Klub Atlet Kyiv
Futbolniy Klub Atlet Kyiv, ou simplesmente Atlet Kiev(em língua ucraniana, ФК АТЛЕТ КИЇВ), é um clube de futebol da Ucrânia da cidade de Kiev. Atualmente, disputa a temporada 2021-22 da liga correspondente à quarta divisão do futebol ucraniano.

## História

### Equipes de base
Iniciado em 2006, o projeto do clube sempre foi focado na formação de atletas.
O clube participa de competições sub-20, sub-19, sub-17, sub-15,  sub-12, sub-11, sub-10 e até sub-9.
O clube já revelou vários atlétas para o futebol profissional do país. Andrew Pylyavskyy ( Maccabi), Serhiy Rusan (Arsenal-Kyiv), Andrew Kruglyak (Niva Football Club), Oleksandr Kucher (Shakhtar),[carece de fontes?] Vadim Racer (Arsenal-Kyivshchyna), Olavale Fabunmi (Arsenal-Kyiv), Artem Tsurupin (Ros), Maxim Demsky (Ros) e Alexander Andrievsky (Metalist),  são alguns dos atletas que iniciaram suas carreiras na escolinha de futebol do Atlet.

### Equipe Principal
A equipe principal disputa atualmente o Campeonato Ucraniano de Futebol Amador. A participação na competição é um dos requisitos para a profissionalização e ingresso nas competições profissionaia como o Campeonato Ucraniano.
2006 - 2º lugar no campeonato de Kiev (primeira liga). Nos confrontos pelo direito de chegar à primeira divisão, a nossa equipa não conseguiu vencer o FC Artist" duas vezes, empatando 1-1 (em casa) e 0-0 (fora).
2007 - 1º lugar no campeonato de Kiev (primeira liga), finalista da Taça de Kiev
2008 -  2º lugar no campeonato de Kiev (liga principal), o primeiro vencedor da Taça de V. Muntyan
2009 -  4º lugar no campeonato de Kiev (liga principal)
2010 - 4º lugar no campeonato de Kiev (liga principal), vencedor da Taça de V. Muntyan.
2011 - 3º lugar no campeonato de Kiev (liga principal), vencedor da Taça de V. Muntyan.
2012 -  10º lugar e transferência para a primeira liga de Kiev.
2013 - 2º lugar no campeonato de Kiev (primeira liga) e regresso à primeira divisão de Kiev.
2014 - 3º lugar no campeonato de Kiev.
2015 - 4º lugar no campeonato de Kiev.
2016 - 4º lugar no campeonato de Kiev, semifinalista da Taça de Kiev.
2017   - 4º lugar no campeonato de Kiev (abreviado).
2017/2018 - 2º lugar no campeonato de Kiev, semifinalista da Taça de Kiev.
2018/2019 - 2º lugar no campeonato de Kiev, semifinalista da Taça de Kiev, participante da Taça da Ucrânia entre amadores (fase preliminar).
2019/2020 - participante do Campeonato Ucraniano de Futebol Amador.